# メッレ
メッレ（伊: Melle）は、イタリア共和国ピエモンテ州クーネオ県にある、人口約300人の基礎自治体（コムーネ）。

## 地理

### 位置・広がり

#### 隣接コムーネ
隣接するコムーネは以下の通り。
- ブロッサスコ
- ブスカ
- カルティニャーノ
- フラッシノ
- ロッカブルーナ
- サン・ダミアーノ・マクラ

#### 地震分類
イタリアの地震リスク階級 (it) では、3s に分類される
。